# Molophilus (Molophilus) lanei
Molophilus (Molophilus) lanei is een tweevleugelige uit de familie steltmuggen (Limoniidae). De soort komt voor in het Neotropisch gebied.